# تلمبة عشايري محمودي (حسين أباد كرمان)
تلمبة عشایري محمودي (بالإنجليزية: Tolombeh-ye Ashayiri Mahmudi)‏ هي منطقة سكنية تقع في إيران في Hoseynabad Rural District. يقدر عدد سكانها بـ 48 نسمة .